# مولاند
مولاند (به انگلیسی: Molland) یک روستا و محله مدنی در بریتانیا است که در North Devon واقع شده‌است. مولاند ۲۰۳ نفر جمعیت دارد.